# Сеитов, Нуркан Сеитович
Нуркан Сеитович Сеитов (каз. Нұрқан Сейітов; 1904 — 25 февраля 1956) — советский партийный и государственный деятель. Нарком легкой промышленности Казахской ССР.

## Биография
Родился в 1904 году в ауле №1 Петропавловского уезда Акмолинской области. Рано стал сиротой: в 6 лет лишился отца, когда исполнилось 9 лет - умерла мать.
В 1924 году добровольно поступил на службу в Красную Армию, где стал курсантом объединенной военной школы в Оренбурге. После её расформирования учился в кавалерийской школе им. Коминтерна в Твери. 
По окончании учёбы был назначен командиром взвода в 81-м кавалерийском полку, который находился в Термезе, Узбекистан. В 1932 году завершил военную службу в звании политрука 3-го эскадрона Казахского кавалерийского полка, после чего перешёл на работу в Казахский Краевой комитет ВЛКСМ. Затем занимал должности секретаря партийного комитета Наркомата земледелия Казахской АССР и второго секретаря Акбулакского райкома ВКП(б) Акмолинской области.
Нуркан Сеитов проявил смелость и стойкость, когда ему пришлось разбираться с клеветническим доносом, поступившим в его адрес из Казахского института марксизма-ленинизма. В результате этого доноса его сняли с должности заведующего отделом Карсаксайского райкома партии. Однако Сеитов не сдался: он подал опровержение, предоставив заявление и решение Карсакпайского бюро партии, и обратился в Карагандинский обком. В своём обращении он ясно и конкретно попросил: «Прошу бюро обкома и ЦК КП(б) по-большевистски глубоко вникнуть в сущность моего дела».
До окончательного решения его дела Сеитов был назначен на работу в партийный отдел областной газеты «Советская Караганда», где трудился до июня 1938 года. 26 июня того же года бюро Карагандинского обкома рассмотрело его дело и приняло решение отправить его в распоряжение ЦК КП(б) Казахстана.
В Алма-Ате, куда он прибыл к своей семье, Сеитов начал работать в Наркомате лёгкой промышленности Казахской ССР. С июля 1940 года до призыва в Красную Армию он занимал пост наркома лёгкой промышленности. 
В декабре 1941 года, в числе первых добровольцев, Нуркан Сеитов ушёл на фронт и был назначен комиссаром 106-й национальной кавалерийской дивизии, которая отправилась на фронт в марте 1942 года из Акмолинска.
В апреле 1942 года 106-я казахская кавалерийская дивизия была направлена на Юго-Западный фронт в район Харькова, где планировалась наступательная операция в направлении городов Барвенково и Красноград. Судьба дивизии оказалась особенно трагичной. Из четырёх казахских кавалерийских дивизий, три из которых были национальными, именно 106-я была расформирована и пошла на доукомплектование 6-го кавалерийского корпуса. Этот корпус, как и дивизия, понёс тяжёлые потери.
По прибытии дивизию расформировали, а её три полка распределили между тремя дивизиями 6-го кавалерийского корпуса, введённого в бой позади танковых бригад, прорывающих оборону противника. Через три дня боёв противник окружил советские войска, захлопнув узкий коридор позади них. Командующий Южным фронтом генерал-полковник Родион Малиновский не смог обеспечить защиту наступающих сил Юго-Западного фронта с тыла, что привело к окружению почти трёх советских армий, из которых только небольшой группе удалось прорваться к своим.
106-я кавалерийская дивизия приняла участие в Харьковском сражении в мае 1942 года — одном из крупнейших и самых трагичных сражений Великой Отечественной войны. Это сражение завершилось катастрофическим поражением Красной Армии. По данным Совинформбюро от 31 мая 1942 года, потери советских войск составили около 5 тысяч убитых и 70 тысяч пропавших без вести, а также значительные потери в технике. По оценкам, общие потери в Харьковском сражении могли достигать 200 тысяч человек, включая убитых и пленных.
106-я кавалерийская дивизия, распределённая по разным частям кавалерийского корпуса, оказалась в плену. После поражения под Харьковом, многие советские командиры, в том числе и комиссар дивизии, старший политрук Нуркан Сеитов, попали в плен. В немецком плену Нуркан Сеитов, как и многие его соотечественники, был зачислен в Туркестанский легион — подразделение, в которое включали тюркских военнопленных из республик Средней Азии для службы на стороне нацистской Германии. 
В 1947 году, после возвращения на родину, Нуркан Сеитов вместе с группой казахских политических и культурных деятелей был обвинен в измене Родине и приговорен к смертной казни, замененной впоследствии на 25 лет лагерей. Однако бывший министр не пережил заключения. Процесс над функционерами Туркестанского Национального Комитета и Туркестанского легиона проходил в Алма-Ате на закрытом заседании Туркестанского военного трибунала. 18 апреля 1947 года Военным трибуналом Туркестанского военного округа на закрытом заседании, без участия сторон обвинения и защиты, Нуркан Сеитов был приговорен к высшей мере уголовного наказания. Приговор был смягчен, и Сеитов был направлен на отбывание наказания сроком на 25 лет в лагерях.
Нуркан Сеитов пробыл недолгое время в Магаданской области, после чего был переведен в Хабаровский край. По запросу информационного центра МВД РФ по Магаданской области Управление МВД по Хабаровскому краю предоставило архивные данные. Согласно справке, 25 февраля 1956 года Нуркан Сеитов скончался в областной больнице 2-го отделения УИТЛК МВД по Хабаровскому краю в поселке Бира, Еврейская автономная область. В письме содержались анкета арестованного, акт о смерти и погребения. Похоронен 2 марта 1956 года в поселке Бира, на могиле установлена табличка с надписью «Сеитов Нуркан».